# 福州职业技术学院
福州职业技术学院，简称福职院，是一所由福州市人民政府举办的全日制公办专科职业高等学校，位于中国福建省福州市闽侯县上街镇福州大学城，与福州开放大学合署办公。
截至2023年3月，福州职业技术学院拥有585位教职工，11497位全日制高职在校生和各类成人学历在校生14225位。

## 校史沿革

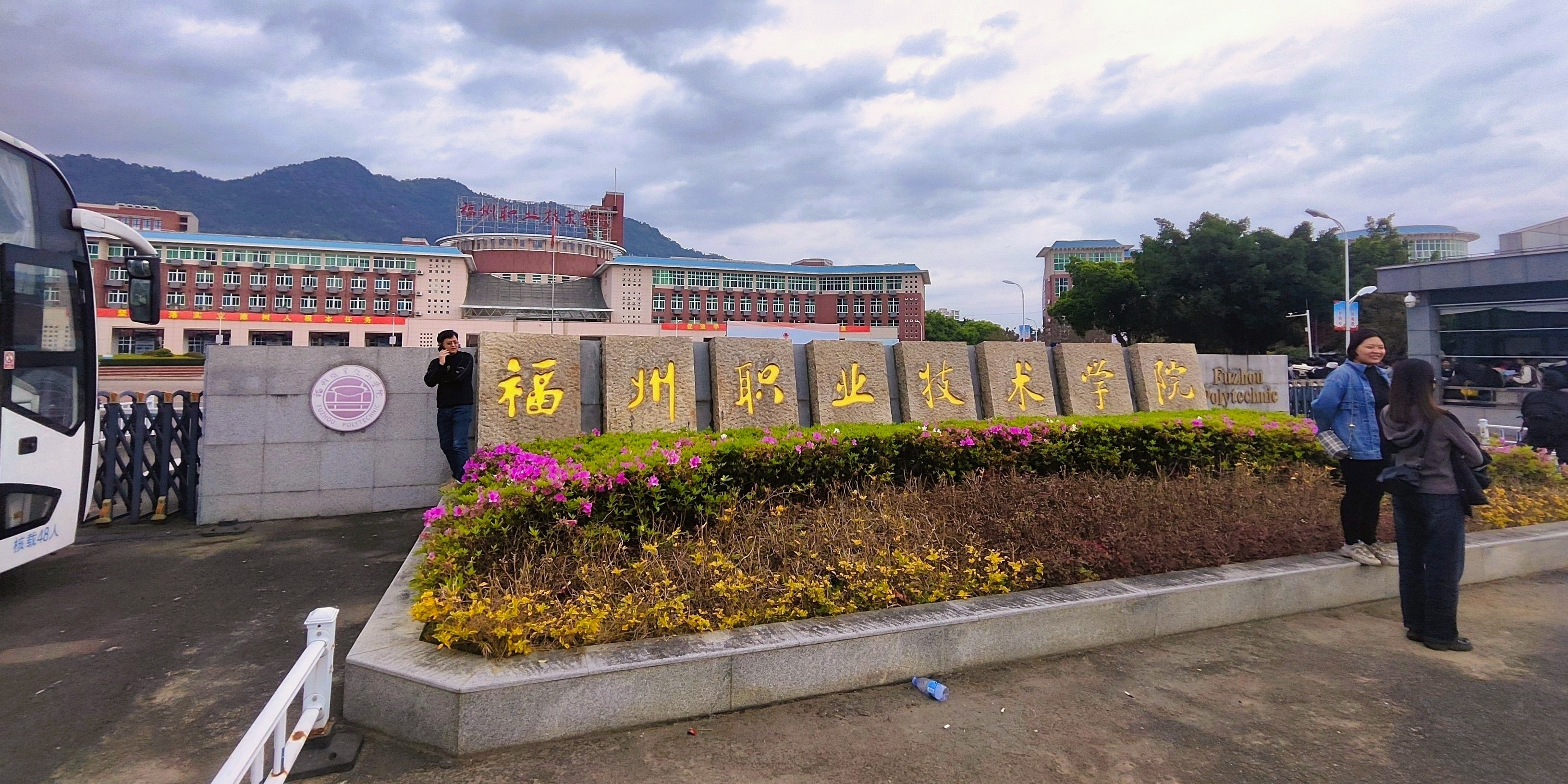
福州职业技术学院的主校门

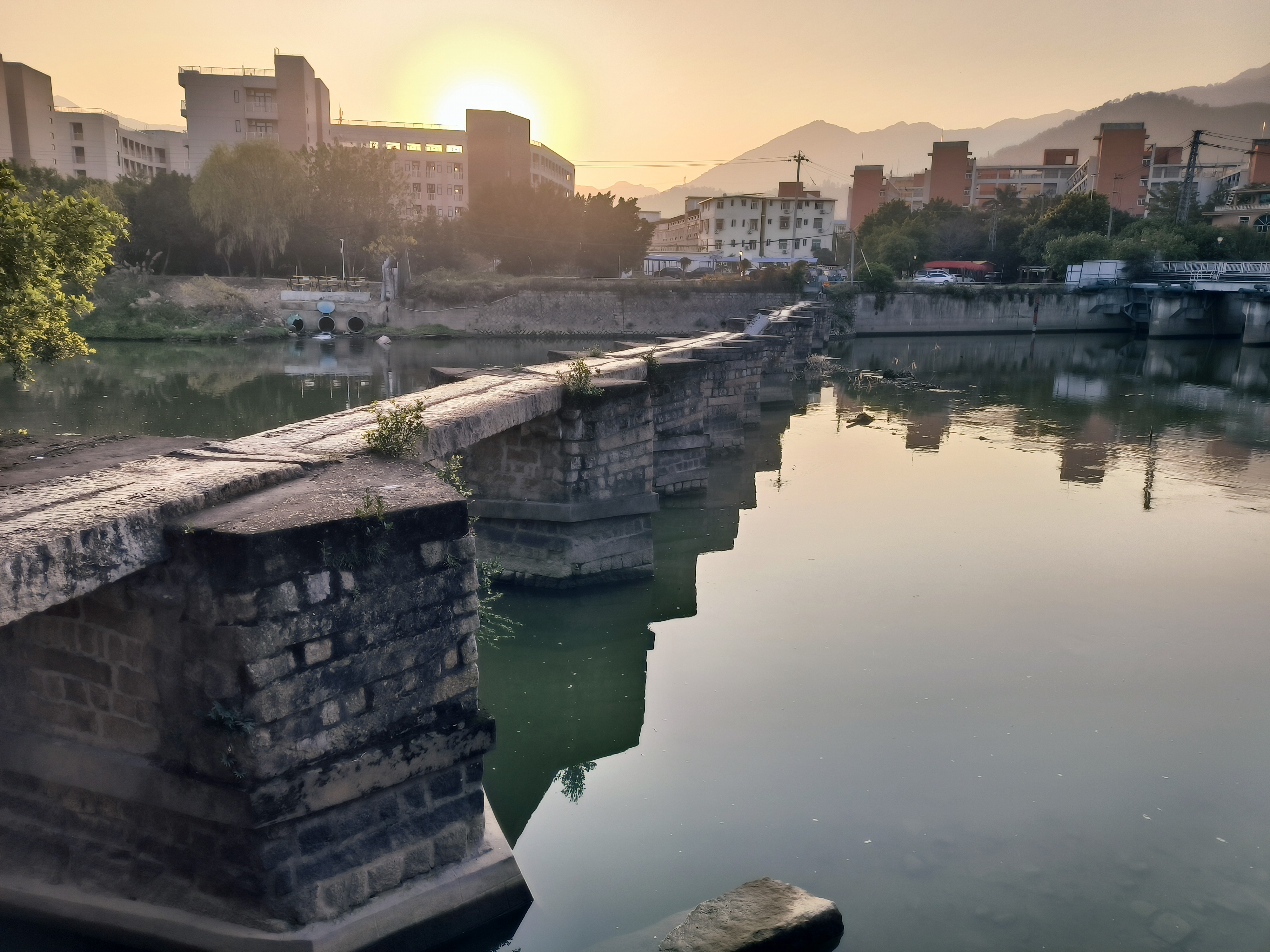
图中楼房为福州职业技术学院的校舍

2002年9月，福州业余大学（1958年创办）、福州市工人业余大学（1959年创办）和福建广播电视大学福州分校（1979年创办）合并组建福州职业技术学院。
2004年1月，福州商业学校并入。
2012年初，  正式成为福建省首批示范性高职院校。
2015年6月，被教育部认定为全国毕业生就业典型经验高校”。
2019年7月，被教育部认定为优质专科高等职业院校。
2019年12月，被教育部、财政部列入双高计划，并评定为第三类高水平专业群建设单位（B档）。

## 院系划分
截至2023年初，福州职业技术学院共设有9个二级学院，45个专业：
| 系（院）           | 专业名称           | 专业名称             | 专业名称             | 专业名称         |
| 建筑工程学院       | 建筑智能化工程技术 | 工程造价             | 建设工程管理         | 电梯工程技术     |
| 建筑工程学院       | 建设项目信息化管理 |                      |                      |                  |
| 阿里巴巴大数据学院 | 计算机网络技术     | 计算机网络技术       | 云计算技术与应用     | 虚拟现实应用技术 |
| 阿里巴巴大数据学院 | 大数据技术与应用   | 软件技术             | 物联网工程技术       | 信息安全与管理   |
| 机电工程学院       | 机电设备维修与管理 | 机械制造与自动化     | 模具设计与制造       | 数控技术         |
| 机电工程学院       | 针织技术与针织服装 | 焊接技术与自动化     |                      |                  |
| 交通工程学院       | 汽车运用与维修技术 | 城市轨道交通车辆技术 | 城市轨道交通运营管理 | 新能源汽车技术   |
| 交通工程学院       | 汽车制造与装配技术 |                      |                      |                  |
| 机器人学院         | 应用电子技术       | 无人机应用技术       | 智能产品开发         | 工业机器人技术   |
| 商学院             | 会计               | 电子商务             | 物流管理             | 市场营销         |
| 商学院             | 投资与理财         | 国际商务             | 跨境电子商务         |                  |
| 文化创意学院       | 广告设计与制作     | 会展策划与管理       | 旅游管理             | 室内艺术设计     |
| 文化创意学院       | 艺术设计           | 游戏设计             |                      |                  |
| 特殊教育学院       | 计算机应用技术     | 广告设计与制作       |                      |                  |
| 中欧航空学院       | 空中乘务           | 通用航空器维修       | 飞机机电设备维修     |                  |

## 管理架构
1. 党委书记  林子波
2. 党委副书记、院长  陈念东
3. 副院长   张兰英
4. 党委委员、副院长   刘春兰
5. 党委委员、纪委书记   陈伟[2]

## 相关事件
据英国《金融时报》报道，2018年，福州职业技术学院有42名学生被招到江苏省昆山市的京东仓库进行实习，被发现有被非法加班的情况。